# Vertigo Tour
Pour les articles homonymes, voir Vertigo.
Tournées par U2
Elevation Tour
(2001) U2 360° Tour
(2009 - 2011)
Le Vertigo Tour est une tournée mondiale du groupe de rock irlandais U2 qui s'étale sur cinq continents entre 2005 et 2006. Elle débute à San Diego (États-Unis) le 28 mars 2005 et se termine à Honolulu le 9 décembre 2006. Au total, 131 concerts à guichets fermés.
À cette époque, il s'agit de la seconde tournée la plus rentable derrière celle des Rolling Stones qui rapporta 500 millions de $. Celle de U2, qui rassemblera plus de 4,6 millions de spectateurs, rapportera pas moins de 389 millions de $.
Cette tournée fait suite à la sortie en novembre 2004 de l'album How to Dismantle an Atomic Bomb. Elle se déroula en salle aux États-Unis durant le Leg 1 et le Leg 3 et en stade durant le Leg 2 en Europe ainsi que dans le reste du monde (Amérique du Sud, Asie et Océanie). La tournée dans le reste du monde fut reportée de plusieurs mois pour cause de maladie grave de Sian Evans, fille de The Edge.

## Présentation de la tournée
La scénographie du Vertigo Tour a été réalisée par l’architecte Mark Fisher et le concepteur de scène et d’éclairage Willie Williams. Les éléments clés étaient une rampe en forme d’ellipse sur le sol reliée à la scène, avec des fans à l’intérieur et d’autres à l’extérieur (similaire à la rampe en forme de cœur utilisée lors du précédent Elevation Tour) et des écrans hi-tech surplombant le groupe. La zone intérieure de l’ellipse est connue sous le nom d'« abri anti-bombes », en référence à l’album de soutien.
C'est l'occasion de retrouver les plus grands classiques du groupe, mais également leurs nouveautés comme Vertigo, City Of Blinding Lights, Sometimes You Can't Make It On Your Own (hommage au père de Bono décédé en 2001), All Because of You. Les concerts rendent également hommage aux différentes époques qu'a traversées le groupe, la forme de la scène européenne rappelle celle du PopMart Tour 1997, le premier rappel est clairement un clin d'œil à la période Zoo TV Tour.
Une fois de plus, la tournée a encore affiché complet en un rien de temps : la seconde partie de la tournée a débuté le 10 juin 2005 à Bruxelles et s'est terminée à Lisbonne le 14 août. Le groupe a joué dans une vingtaine de villes tels que Londres, Paris, Rome ou Oslo… U2 bat tous les records de ventes de billets pour ses trois concerts au Croke Park de Dublin : 240 000 tickets ont trouvé preneurs en un temps record. En Belgique, en Autriche et en France, les concerts ont affiché complet en moins de 60 minutes.
Adam Clayton déclarera plus tard que le concert qui l'a marqué le plus a été le premier concert donné à Paris le 9 juillet 2005, lequel aurait surclassé le reste de la tournée européenne au niveau de l'ambiance.

## Liste des titres

### Set-List Leg 1 & 3(USA)
1. City Of Blinding Lights
2. Vertigo
3. Elevation
4. The Electric Co.
5. An Cat Dubh / Into The Heart
6. Beautiful Day
7. New Year's Day
8. I Still Haven't Found What I'm Looking For
9. Miracle Drug
10. Sometimes You Can't Make It On Your Own
11. Love and Peace or Else
12. Sunday Bloody Sunday
13. Bullet the Blue Sky
14. Running to Stand Still
15. Pride (In The Name of Love)
16. Where the Streets Have No Name
17. One
18. Zoo Station
19. The Fly
20. Mysterious Ways
21. All Because Of You
22. Original Of The Species
23. Yahweh
24. 40

### Set-List Leg 2 (Europe)
1. Vertigo
2. I Will Follow
3. Elevation
4. New Year's Day
5. Beautiful Day
6. I Still Haven't Found What I'm Looking For
7. All I Want Is You
8. City Of Blinding Lights
9. Miracle Drug
10. Sometimes You Can't Make It On Your Own
11. Love and Peace or Else
12. Sunday Bloody Sunday
13. Bullet the Blue Sky
14. Running to Stand Still
15. Pride (In The Name of Love)
16. Where the Streets Have No Name
17. One
18. Zoo Station
19. The Fly
20. With or Without You
21. All Because Of You
22. Yahweh
23. Vertigo

### Autres Set-List Européenne
1. Vertigo
2. Until The End Of The World
3. The Electric Co.
4. Elevation
5. New Year's Day
6. Beautiful Day
7. City Of Blinding Lights
8. Miracle Drug
9. Sometimes You Can't Make It On Your Own
10. Love And Peace Or Else
11. Sunday Bloody Sunday
12. Bullet The Blue Sky
13. Running To Stand Still
14. Pride (In The Name Of Love)
15. Where The Streets Have No Name
16. One
17. Zoo Station
18. The Fly
19. Mysterious Ways
20. All Because Of You
21. Yahweh
22. Vertigo

### Ou encore
1. Vertigo
2. Out Of Control remplacée dans certains concert par An Cat Dubh
3. The Electric Co. remplacée dans certains concert par Into The Heart
4. Elevation
5. New Year's Day
6. Beautiful Day
7. I Still Haven't Found What I'm Looking For
8. City Of Blinding Lights
9. Miracle Drug
10. Sometimes You Can't Make It On Your Own
11. Love And Peace Or Else
12. Sunday Bloody Sunday
13. Bullet The Blue Sky
14. Running To Stand Still
15. Pride (In The Name Of Love)
16. Where The Streets Have No Name
17. One
18. Zoo Station
19. The Fly
20. With Or Without You
21. All Because Of You
22. Yahweh
23. Vertigo

## Dates et lieux des concerts
| Amérique du Nord         |                 |                    |                                      |           |
| Date                     | Ville           | Pays               | Lieu                                 | Affluence |
| 28 mars 2005             | San Diego       | États-Unis         | San Diego Sports Arena               |           |
| 30 mars 2005             | San Diego       | États-Unis         | San Diego Sports Arena               |           |
| 1er avril 2005           | Anaheim         | États-Unis         | Arrowhead Pond                       |           |
| 2 avril 2005             | Anaheim         | États-Unis         | Arrowhead Pond                       |           |
| 5 avril 2005             | Los Angeles     | États-Unis         | Staples Center                       |           |
| 6 avril 2005             | Los Angeles     | États-Unis         | Staples Center                       |           |
| 9 avril 2005             | San Jose        | États-Unis         | HP Pavilion                          |           |
| 10 avril 2005            | San José        | États-Unis         | HP Pavilion                          |           |
| 14 avril 2005            | Phoenix         | États-Unis         | Glendale Arena                       |           |
| 15 avril 2005            | Phoenix         | États-Unis         | Glendale Arena                       |           |
| 20 avril 2005            | Denver          | États-Unis         | Pepsi Center                         |           |
| 21 avril 2005            | Denver          | États-Unis         | Pepsi Center                         |           |
| 24 avril 2005            | Seattle         | États-Unis         | Key Arena                            |           |
| 25 avril 2005            | Seattle         | États-Unis         | Key Arena                            |           |
| 28 avril 2005            | Vancouver       | Canada             | General Motors Place                 |           |
| 29 avril 2005            | Vancouver       | Canada             | General Motors Place                 |           |
| 7 mai 2005               | Chicago         | États-Unis         | United Center                        |           |
| 9 mai 2005               | Chicago         | États-Unis         | United Center                        |           |
| 10 mai 2005              | Chicago         | États-Unis         | United Center                        |           |
| 12 mai 2005              | Chicago         | États-Unis         | United Center                        |           |
| 14 mai 2005              | Philadelphie    | États-Unis         | Wachovia Center                      |           |
| 17 mai 2005              | East Rutherford | États-Unis         | Continental Airlines Arena           |           |
| 18 mai 2005              | East Rutherford | États-Unis         | Continental Airlines Arena           |           |
| 21 mai 2005              | New York        | États-Unis         | Madison Square Garden                |           |
| 22 mai 2005              | Philadelphie    | États-Unis         | Wachovia Center                      |           |
| 24 mai 2005              | Boston          | États-Unis         | Fleet Center                         |           |
| 26 mai 2005              | Boston          | États-Unis         | Fleet Center                         |           |
| 28 mai 2005              | Boston          | États-Unis         | Fleet Center                         |           |
| Europe                   |                 |                    |                                      |           |
| Date                     | Ville           | Pays               | Lieu                                 | Affluence |
| 10 juin 2005             | Bruxelles       | Belgique           | Stade Roi-Baudouin                   |           |
| 12 juin 2005             | Gelsenkirchen   | Allemagne          | Schalke Arena                        |           |
| 14 juin 2005             | Manchester      | Royaume-Uni        | City of Manchester Stadium           |           |
| 15 juin 2005             | Manchester      | Royaume-Uni        | City of Manchester Stadium           |           |
| 18 juin 2005             | Londres         | Royaume-Uni        | Twickenham Stadium                   |           |
| 19 juin 2005             | Londres         | Royaume-Uni        | Twickenham Stadium                   |           |
| 21 juin 2005             | Glasgow         | Royaume-Uni        | Hampden Park                         |           |
| 24 juin 2005             | Dublin          | Irlande            | Croke Park                           |           |
| 27 juin 2005             | Dublin          | Irlande            | Croke Park                           |           |
| 29 juin 2005             | Dublin          | Irlande            | Croke Park                           |           |
| 29 juin 2005             | Cardiff         | Royaume-Uni        | Millennium Stadium                   |           |
| 2 juillet 2005           | Vienne          | Autriche           | Ernst Happel Stadion                 |           |
| 4 juillet 2005           | Brno            | République tchèque | Outdoor Exhibition Centre            |           |
| 5 juillet 2005           | Katowice        | Pologne            | Slaski Stadium                       |           |
| 7 juillet 2005           | Berlin          | Allemagne          | Olympiastadion                       |           |
| 9 juillet 2005           | Paris           | France             | Stade de France                      |           |
| 10 juillet 2005          | Paris           | France             | Stade de France                      |           |
| 13 juillet 2005          | Amsterdam       | Pays-Bas           | ArenA                                |           |
| 15 juillet 2005          | Amsterdam       | Pays-Bas           | ArenA                                |           |
| 16 juillet 2005          | Amsterdam       | Pays-Bas           | ArenA                                |           |
| 18 juillet 2005          | Zurich          | Suisse             | Stade du Letzigrund                  |           |
| 20 juillet 2005          | Milan           | Italie             | San Siro                             |           |
| 21 juillet 2005          | Milan           | Italie             | San Siro                             |           |
| 23 juillet 2005          | Rome            | Italie             | Stadio Olimpico                      |           |
| 27 juillet 2005          | Oslo            | Norvège            | Vallehovin Stadium                   |           |
| 29 juillet 2005          | Göteborg        | Suède              | Ullevi                               |           |
| 31 juillet 2005          | Copenhague      | Danemark           | Parken                               |           |
| 3 août 2005              | Munich          | Allemagne          | Olympiastadion                       |           |
| 5 août 2005              | Nice            | France             | Stade Charles-Ehrmann                |           |
| 7 août 2005              | Barcelone       | Espagne            | Camp Nou                             |           |
| 9 août 2005              | Saint-Sébastien | Espagne            | Stade d'Anoeta                       |           |
| 11 août 2005             | Madrid          | Espagne            | Stade Vicente Calderón               |           |
| 14 août 2005             | Lisbonne        | Portugal           | Estadio Jose de Alvalade             |           |
| Amérique du Nord         |                 |                    |                                      |           |
| Date                     | Ville           | Pays               | Lieu                                 | Affluence |
| 12 septembre 2005        | Toronto         | Canada             | Air Canada Centre                    |           |
| 14 septembre 2005        | Toronto         | Canada             | Air Canada Centre                    |           |
| 16 septembre 2005        | Toronto         | Canada             | Air Canada Centre                    |           |
| 17 septembre 2005        | Toronto         | Canada             | Air Canada Centre                    |           |
| 20 septembre 2005        | Chicago         | États-Unis         | United Center                        |           |
| 21 septembre 2005        | Chicago         | États-Unis         | United Center                        |           |
| 23 septembre 2005        | Minneapolis     | États-Unis         | Target Center                        |           |
| 25 septembre 2005        | Milwaukee       | États-Unis         | Bradley Center                       |           |
| 3 octobre 2005           | Boston          | États-Unis         | TD Banknorth Garden                  |           |
| 4 octobre 2005           | Boston          | États-Unis         | TD Banknorth Garden                  |           |
| 7 octobre 2005           | New York        | États-Unis         | Madison Square Garden                |           |
| 8 octobre 2005           | New York        | États-Unis         | Madison Square Garden                |           |
| 10 octobre 2005          | New York        | États-Unis         | Madison Square Garden                |           |
| 11 octobre 2005          | New York        | États-Unis         | Madison Square Garden                |           |
| 14 octobre 2005          | New York        | États-Unis         | Madison Square Garden                |           |
| 16 octobre 2005          | Philadelphie    | États-Unis         | Wachovia Center                      |           |
| 17 octobre 2005          | Philadelphie    | États-Unis         | Wachovia Center                      |           |
| 19 octobre 2005          | Washington      | États-Unis         | MCI Center                           |           |
| 20 octobre 2005          | Washington      | États-Unis         | MCI Center                           |           |
| 22 octobre 2005          | Pittsburgh      | États-Unis         | Mellon Arena                         |           |
| 24 octobre 2005          | Détroit         | États-Unis         | Palace of Auburn Hills               |           |
| 25 octobre 2005          | Détroit         | États-Unis         | Palace of Auburn Hills               |           |
| 28 octobre 2005          | Houston         | États-Unis         | Toyota Center                        |           |
| 29 octobre 2005          | Dallas          | États-Unis         | American Airlines Arena              |           |
| 1er novembre 2005        | Los Angeles     | États-Unis         | Staples Center                       |           |
| 2 novembre 2005          | Los Angeles     | États-Unis         | Staples Center                       |           |
| 4 novembre 2005          | Las Vegas       | États-Unis         | MGM Grand                            |           |
| 5 novembre 2005          | Las Vegas       | États-Unis         | MGM Grand                            |           |
| 8 novembre 2005          | Oakland         | États-Unis         | Oakland Arena                        |           |
| 9 novembre 2005          | Oakland         | États-Unis         | Oakland Arena                        |           |
| 13 novembre 2005         | Miami           | États-Unis         | American Airlines Arena              |           |
| 14 novembre 2005         | Miami           | États-Unis         | American Airlines Arena              |           |
| 16 novembre 2005         | Tampa           | États-Unis         | St. Pete Times Forum                 |           |
| 18 novembre 2005         | Atlanta         | États-Unis         | Philips Arena                        |           |
| 19 novembre 2005         | Atlanta         | États-Unis         | Philips Arena                        |           |
| 21 novembre 2005         | New York        | États-Unis         | Madison Square Garden                |           |
| 22 novembre 2005         | New York        | États-Unis         | Madison Square Garden                |           |
| 25 novembre 2005         | Ottawa          | Canada             | Corel Centre                         |           |
| 26 novembre 2005         | Montréal        | Canada             | Centre Bell                          |           |
| 28 novembre 2005         | Montréal        | Canada             | Centre Bell                          |           |
| 4 décembre 2005          | Boston          | États-Unis         | TD Banknorth Garden                  |           |
| 5 décembre 2005          | Boston          | États-Unis         | TD Banknorth Garden                  |           |
| 7 décembre 2005          | Hartford        | États-Unis         | Civic Center                         |           |
| 9 décembre 2005          | Buffalo         | États-Unis         | HSBC Arena                           |           |
| 10 décembre 2005         | Cleveland       | États-Unis         | Gund Arena                           |           |
| 12 décembre 2005         | Charlotte       | États-Unis         | New Charlotte Arena                  |           |
| 14 décembre 2005         | Saint-Louis     | États-Unis         | Savvis Center                        |           |
| 15 décembre 2005         | Omaha           | États-Unis         | Qwest Center                         |           |
| 17 décembre 2005         | Salt Lake City  | États-Unis         | Delta Center                         |           |
| 19 décembre 2005         | Portland        | États-Unis         | Rose Garden                          |           |
| 12 février 2006          | Monterrey       | Mexique            | Estadio Tecnológico                  |           |
| 15 février 2006          | Mexico          | Mexique            | Estadio Azteca                       |           |
| 16 février 2006          | Mexico          | Mexique            | Estadio Azteca                       |           |
| Amérique du Sud          |                 |                    |                                      |           |
| Date                     | Ville           | Pays               | Lieu                                 |           |
| 20 février 2006          | São Paulo       | Brésil             | Estádio do Morumbi                   |           |
| 21 février 2006          | São Paulo       | Brésil             | Estádio do Morumbi                   |           |
| 26 février 2006          | Santiago        | Chili              | Estadio National                     |           |
| 1er mars 2006            | Buenos Aires    | Argentine          | Estadio River Plate                  |           |
| 2 mars 2006              | Buenos Aires    | Argentine          | Estadio River Plate                  |           |
| Océanie et Asie de l'Est |                 |                    |                                      |           |
| Date                     | Ville           | Pays               | Lieu                                 |           |
| 7 novembre 2006          | Brisbane        | Australie          | Queensland Sports & Athletics Center |           |
| 10 novembre 2006         | Sydney          | Australie          | Telstra Stadium                      |           |
| 11 novembre 2006         | Sydney          | Australie          | Telstra Stadium                      |           |
| 13 novembre 2006         | Sydney          | Australie          | Telstra Stadium                      |           |
| 16 novembre 2006         | Adelaide        | Australie          | AAMI Stadium                         |           |
| 18 novembre 2006         | Melbourne       | Australie          | Telstra Dome                         |           |
| 19 novembre 2006         | Melbourne       | Australie          | Telstra Dome                         |           |
| 24 novembre 2006         | Auckland        | Nouvelle-Zélande   | Mount Smart Stadium                  |           |
| 25 novembre 2006         | Auckland        | Nouvelle-Zélande   | Mount Smart Stadium                  |           |
| 29 novembre 2006         | Tokyo           | Japon              | Saitama Super Arena                  |           |
| 30 novembre 2006         | Tokyo           | Japon              | Saitama Super Arena                  |           |
| 4 décembre 2006          | Tokyo           | Japon              | Saitama Super Arena                  |           |
| 9 décembre 2006          | Honolulu        | États-Unis         | Aloha Stadium                        |           |